# Bandera de Cunit
La bandera oficial de Cunit té la descripció següent:
Bandera apaïsada de proporcions dos d'alt per tres de llarg, dividida verticalment en dues parts, la primera i al costat d'amplada d'1/3 del total de l'ample del drap, blava i carregada amb una palmera d'altura de 7/9 parts de l'alt del drap, groga; i la segona d'amplada 2/3 parts de l'ample del drap, composta alternativament de nou faixes iguals, cinc de grogues i quatre de vermelles alternades.

## Història
Va ser publicat en el DOGC el 21 d'octubre de 1991.